# 宁远镇 (定西市)
宁远镇，是中华人民共和国甘肃省定西市安定区下辖的一个乡镇级行政单位。

## 行政区划
宁远镇下辖以下地区：
宁远村、前川村、长湾村、高河村、李塘村、李曲村、丰盛村、贾堡村、闯家岔村、王坪村、红土村、羊营村、薛川村和罗川村。